# Erzeugnis (Technik)
Ein Erzeugnis oder Produkt im Bereich der Technik ist ein auf technischem Wege hergestelltes Gut. Je nachdem, ob es sich um Stückgut, Schüttgut oder Fließgut handelt, unterscheidet man die Erzeugnisse der Fertigungstechnik und der Verfahrenstechnik. In der Kunststofftechnik oder der Lebensmitteltechnologie gehen beide Bereiche ineinander über.

## Fertigungstechnik
Im Bereich der Fertigungstechnik handelt es sich um Stückgut. Laut DIN 6789 sind dies in sich geschlossene, aus einer Anzahl von Gruppen und/oder Teilen bestehende funktionsfähige Gegenstände (z. B. Maschinen, Geräte) als Fertigungs-Endergebnisse.

## Verfahrenstechnik
Produkte der Verfahrenstechnik sind Schüttgut oder Fließgut. Es kann sich zum Beispiel um Baustoffe oder um chemische Produkte wie Düngemittel handeln. Sie werden durch mechanische, thermische, chemische, elektrochemische oder biologische Verfahren erzeugt.

## Produktionsstufen
Auch die Urproduktion etwa von land- und forstwirtschaftlichen Erzeugnissen oder die Förderung im Bergbau geschieht mit technischen Mitteln.
Mit dem Blick auf die Produktionskette im Lauf der Herstellung wird auch von Erzeugnisstruktur, Erzeugnisgliederung, Produktionsplanung für Enderzeugnisse gesprochen. Noch nicht funktionsfähige Erzeugnisse im Produktionsprozess werden, im Gegensatz zum Enderzeugnis, Zwischenerzeugnisse genannt. In der Fertigungstechnik und in der Hüttentechnik spricht man auch von Halbzeug oder Halbfabrikat: Dies ist ein zwischen Rohstoff und Fertigerzeugnis stehendes Gut, das noch weitere Fertigungsstufen zu durchlaufen hat.